# القاعية (محافظة ضرية)
القاعية هو مركزٌ سعوديٌ تابعٌ لمحافظة ضرية التابعة لمنطقة القصيم، في المملكة العربية السعودية. المركز من الفئة (ب)، ورمزه 1881 حسب دليل الترميز الموحد للمناطق الإدارية بالمملكة العربية السعودية.